# ثقافة لاوس

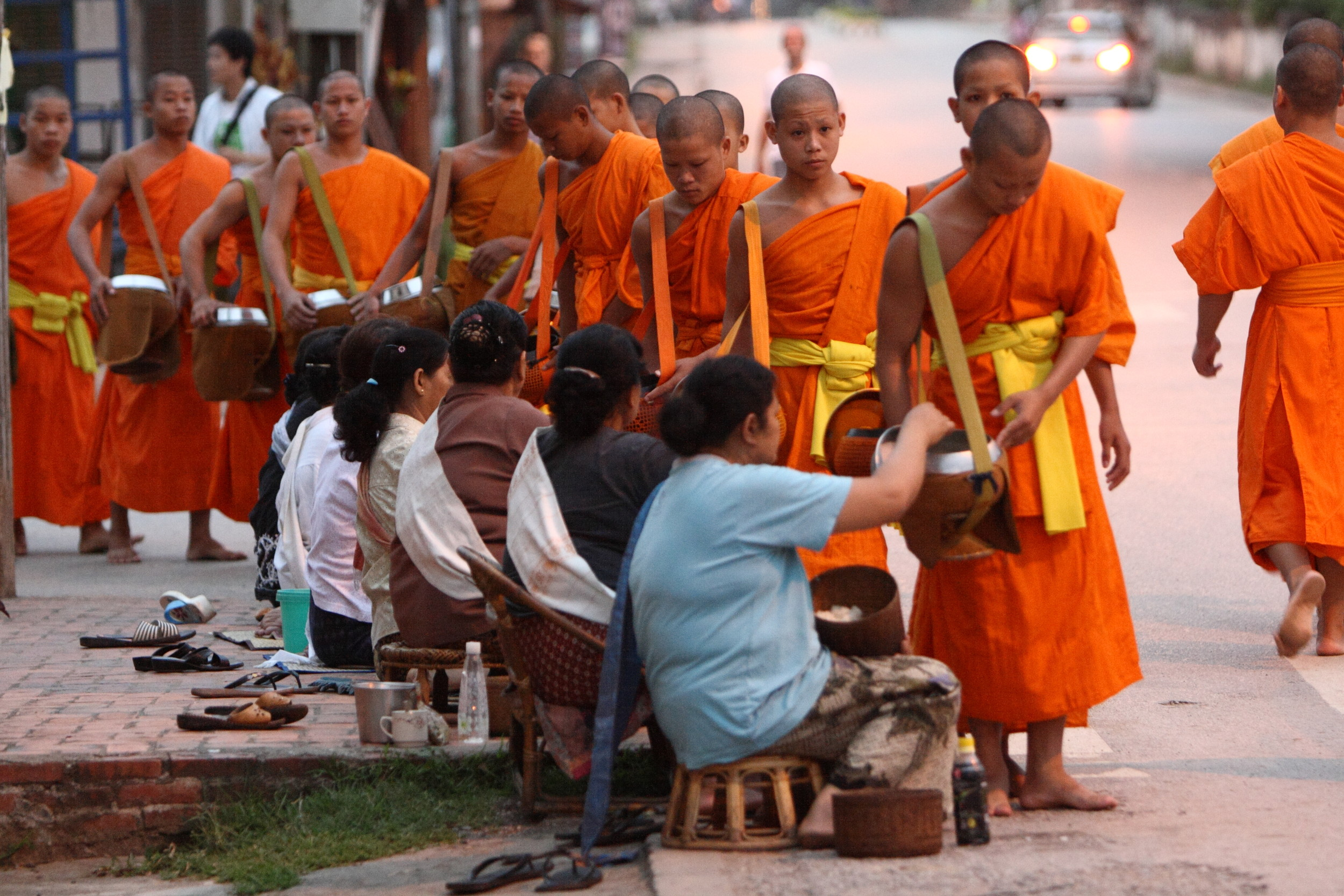

طورت لاوس ثقافتها وعاداتها كمفترق طرق برّي للتجارة والهجرة في جنوب شرق آسيا على مدى الآلاف من السنين. منذ عام 2012، بلغ عدد سكان لاوس حوالي 6.4 مليون نسمة موزعين على 236,800 كيلومتر مربع (91,400 ميل مربع)، ما يعني أن للاوس واحدة من أدنى الكثافات السكانية في آسيا. لكن يظهر التعداد الرسمي في لاوس وجود أكثر من 47 عرقية مقسمة إلى 149 مجموعة فرعية و 80 لغة مختلفة. كانت لاو لوم طوال تاريخ البلاد تضم الأغلبية العرقية واللغوية. في جنوب شرق آسيا، تعتبر ثقافة لاو التقليدية إحدى الثقافات الهندية (إلى جانب بورما وتايلاند وكمبوديا).
لاوس معزولة جغرافيًا وجبلية، تحدها سلسلة جبال أناميت في الشرق، وهي تشكل حدودًا سياسية وثقافية تقليدية مع فيتنام (ثقافة صينية متأثرة أكثر بالصين). يشكل نهر ميكونغ جزءًا كبير من حدود لاوس الغربية ويوفر الوسائل الرئيسية للتجارة الداخلية على الرغم من محدودية الملاحية على طول النهر. قبل القرن العشرين، امتدت إمارات لاو ومملكة لان زانغ إلى سيبسونغ بانا (الصين) وسيبسونغ تشاو تاي (فيتنام) وخورات بلاتو (شمال شرق تايلند)، استخدم خلالها النهر شريان نقل للربط شعوب لاو على الضفتين اليمنى واليسرى. لكن التاريخ السياسي للاوس تعقد بسبب الحروب المتكررة والحملات الاستعمارية التي شنها المنافسون الأوروبيون والإقليميون. نتيجة لذلك، تتاثر ثقافة لاوس اليوم بفرنسا وتايلاند والصين وفيتنام وبورما وكمبوديا. تاريخ لاوس فريد من نوعه لكنه يمتلك طابعًا وطنيًا فريدا نتيجة غناه الثقافي.

## الإثنية
يقدر عدد سكان لاوس بـ 6.5 مليون نسمة. تعترف حكومة لاوس بـ 47 مجموعة عرقية مميزة، تنقسم بدورها إلى مزيد من المجموعات الفرعية عددها 149. يُصنّف المجتمع اللاوي تقليديًا ضمن ثلاث مجموعات واسعة على أساس العرق والموقع الجغرافي. 50% تقريبًا من السكان ينتمون للعرق اللاوي، بينما يُصنف 10% على أنهم لاو ثيونغ أو «من مرتفعات لاو» الذين هم في الغالب من أصول مونية أو من الخمير. أما نن نسبتهم 34%  فمن لاو سونغ أو «جبل لاو»، ويشار إليهم أيضًا باسم «قبائل التلال». تشمل شعوب قبيلة التلال في لاوس الهمونغ وياو (مين) وآخا ولاو. تعتبر لاوس أيضًا موطنًا لمجتمعات كبيرة من الفيتناميين والصينيين الذين يشكلون 6% من مجموع السكان.
يعتبر علماء الأنثروبولوجيا أن لاو لوم فئتان فرعيتان من مجموعة «تاي» العرقية الأوسع التي تشترك في ما بينها بالتراث الجيني واللغوي والثقافي المشترك. تضم عائلة تاي مجموعات  لاو وثاي، بالإضافة إلى مجموعات أصغر تميزت بملابسها التقليدية وتشمل تاي دام (التاي السود) وتاين داينغ (التاي الحمر) وتاي خاو (التاي البيض). يضيف التاريخ الجيوسياسي بين لاوس وتايلاند مزيدًا من التعقيد، في ظل وجود ما يقدر بنحو 19 مليون متحدث بلغة «لاو» يعيشون في شمال شرق تايلاند (إيسان أو لاو تاي) و 3 ملايين فقط في لاوس. نتيجة لذلك، لعبت سياسات الهوية دورًا رئيسيًا في تحديد لاو لوم. لا تفرّق حكومة لاوس بين المجموعات الحدودية وتعتبرهم مشتركين في نفس الهوية، لكن حكومة تايلاند قامت من خلال عملية تُعرف باسم «ثايفيكيشن» باستيعاب اللاويين الذين يعيشون في إيسان. يعرف لاو لوم أنفسهم على أساس الموقع  الجغرافي ونشاطهم الزراعي ولغتهم ودينهم. يحتل لاو لوم وديان نهر ميكونغ ويزرعون محاصيل الأرز الرطبة، وهم في الغالب بوذيون، لكنهم متوافقون إلى حد كبير مع المعتقدات الوثنية التقليدية.
تتمايز شعوب لاو ثيونغ ثقافيًا عن كل من شعوب لاو لوم ولاو سونغ. تشمل لاو ثيونغ عمومًا شعوب مون خمير التي تعتبر من بين الشعوب الأصلية من وديان نهر ميكونغ.
يعرف لاو سونغ باسم شعوب «قبيلة التل»، وهي عمومًا من بين أحدث المجموعات السكانية التي هاجرت إلى لاوس بعد ما وصلت في القرن التاسع عشر من جنوب الصين وفيتنام. أكبر مجموعة هي الهمونغ، والتي تنقسم بشكل عام بحسب اللباس التقليدي بما في ذلك الهمونغ الأبيض والأحمر والأسود والمخطط. الياو (مين ولو مين) مجموعة كبيرة أخرى من لاو سونغ، يميزون أنفسهم من خلال دمج الآلهة الطاوية مع معتقداتهم الروحانية. من مجموعات اللاو الأخرى نجد آخا وكاو ولاهو وكادو وليسو وهاني وفانا وسي لا وكادو. جندت الولايات المتحدة وحلفاوها عناصر من لاو سونغ خلال الحروب ضد الشيوعيين في ستينيات القرن الماضي. فرّ ما يصل إلى 10% من سكان لاو و50% من سكان لاو سونغ من سيطرة الشيوعيين على لاوس في عام 1975، واستمر فرارهم خلال العقد التالي. كان من تبقى من سكان لاو سونغ مشتبه به حكوميًأ في نزاع مسلح منخفض الحدة منذ ذلك الوقت. تتواجد مجتمعات كبيرة من الهامونغ في الولايات المتحدة وفرنسا. يمكن تمييز اللاو سونغ من خلال اللغة وإنتاجهم للأرز الجاف وزراعة القطع والحرق وإنتاج الأفيون التقليدي ومعتقداتهم الوثنية.

## الديانة
يمثل البوذية التيرافادية حوالي 66% من سكان لاوس، وهو ما يتوافق مع التوزيع الإثني في لاوس إذ أن غالبية الممارسين من لاو لوم. أما البقية فروحانيون يتبعون تقاليدهم وممارساتهم العرقية الفريدة. تعتبر الديانات الأخرى أقليات بما في ذلك المسيحية والإسلام وتمثل مجتمعة أقل من 2% من السكان.

## الفنون
شهدت لاوس العديد من الحروب والاحتلالات الكبرى منذ القرن الثامن عشر. تتميز لاوس بأنها الدولة الأكثر تعرضًا للقصف في العالم، وذلك نتيجة للحروب ضد الثورات الشيوعية في لاوس وفيتنام وكمبوديا خلال الستينيات والسبعينيات من القن الماضي. هذا وتسببت سنوات من العزلة الاقتصادية في خسائر فادحة. كما أثرت تجارة الآثار الدولية على تراث لاوس الفني بسبب الفقر المستمر هناك. نتيجة لذلك، تعرض الكثير من الأعمال الفني والأعمال المعمارية التقليدية في لاوس للنهب أو البيع أو التدمير أو تعرض لأضرار جسيمة على مدى القرون الثلاثة الماضية.